# Béisbol en los Juegos Panafricanos
El Béisbol en los Juegos Panafricanos es un evento deportivo que se celebró por primera vez en los Juegos Panafricanos de 1999 en Johannesburgo, Sudáfrica y solo ha estado en dos ocasiones en el programa de los juegos, ya que no se disputa el evento desde los Juegos Panafricanos de 2003 en Abuya, Nigeria.

## Medallero
| #     | País      | Oro | Plata | Bronce | Total |
| ----- | --------- | --- | ----- | ------ | ----- |
| 1     | Sudáfrica | 2   | 0     | 0      | 2     |
| 2     | Nigeria   | 0   | 2     | 0      | 2     |
| 3     | Zimbabue  | 0   | 0     | 2      | 2     |
| Total | Total     | 2   | 2     | 2      | 6     |